# チャーハン
チャーハン（炒飯）は、炊きあがった米飯を様々な具材と共に油で炒めた中華料理。焼きめしと呼ぶ地域もある。

## 概要
隋代から宋代にかけての中国発祥の中華料理の一つ。『食経』という書物には、7世紀初めの隋の宰相が現代のチャーハンに似た「砕金飯（金のかけらのようなご飯、という意味）」と呼ばれる料理を食していたことが書かれている。広東語での音表記はツァウファンに近い。
庶民的・大衆的な中華料理店では欠かすことのできない定番メニューであり、メインメニューとしてもサイドメニューとしても需要がある。半量のチャーハンは俗に「半チャーハン」略して「半チャン」と呼ばれ、半チャンラーメンや半チャン餃子と呼ばれるセットメニューは定番となっている。家庭でも、食材の有効活用という側面で頻繁に作られる料理となっている。
中華料理店における調理では、火力が強い業務用コンロと液化石油ガス（いわゆるプロパンガス）または都市ガスなどを使うが、一般家庭用のガスコンロや電熱器や型の古いIHクッキングヒーターなどでは火力が弱いため、急速に水分を飛ばすことができず、米がパラパラに仕上がらないため、中華料理店とまったく同じように調理することはできない（火力が弱い分少量ずつ作れば高品質に仕上げることはできる）。また、中華料理店で扱うような高火力では重い鉄製の中華鍋を大きく振って食材を繰り返し浮かせながら調理する必要がある。従って、中華料理店並みの炒飯を作るためには相応の設備と技術が必要になる。
2010年代以降、火力不足を逆手に取りあまり米の水分を飛ばさずに仕上げる「しっとり系」と呼ばれるチャーハンがマスメディアで取り上げられるようになり、特に東京都板橋区周辺で提供されるものは「板橋チャーハン」として人気となった。

## 歴史

### 起源
チャーハン（炒飯）の起源は、中国の古代に遡る。最初の記録は、約2000年前の漢代にさかのぼり、米を使った料理が発展していた。

### 発展と地域差
チャーハンは、地域によって異なるスタイルや具材が使われるようになった。特に、南方の広東省では、海鮮や肉類を使ったバリエーションが多く見られる。

### 家庭料理としての普及
チャーハンは、余ったご飯や食材を使って簡単に作れるため、家庭料理として広まった。特に農村部で、食材を無駄にせず活用する知恵から生まれた料理である。

### 海外への広がり
19世紀末から20世紀初頭にかけて、中国の移民が世界中に広がる中で、チャーハンも一緒に広まった。アメリカや日本などで独自のスタイルが生まれ、人気を博した。
日本においては、戦後の食文化の変化とともにチャーハンが普及した。日本のチャーハンは、具材や味付けが独自にアレンジされ、特にネギや卵、豚肉などが使われることが多い。今日では、チャーハンは多様なスタイルで提供されており、各国で独自のアレンジが加えられている。ベジタリアンやヘルシー志向のチャーハンも人気である。
21世紀においては、アメリカの刑務所において豆腐チャーハンが給食メニューの一つとして提供されている。

## 作り方
フライパンに油を引き、卵を炒め、御飯を入れ、調味料や具材を追加して手早く混ぜ合わせる。料理人によって、調理法や具材に様々な工夫がある。自動調理可能な機械も存在する。

## インスタント食品
電子レンジやフライパンなどで加熱するだけでできる冷凍食品のチャーハンがコンビニなどで売られている。例えば、ニチレイの「本格炒め炒飯」や味の素の「焦がしにんにくのマー油と葱油が香るザ★チャーハン」などがある。

## 類似の料理
類似の料理は東アジアと東南アジアで広く見受けられる。例を挙げれば、韓国ではポックムパプ、北朝鮮ではギルムバプ、タイではカオ・パット、インドネシアとマレーシアではナシゴレン 、ベトナムではコムチェンとして定着している。

## 逸話
中国の最高指導者であった毛沢東の長男、毛岸英は朝鮮戦争時に卵チャーハンを調理しようとしたところを爆撃されて死亡したとされている。このことから、命日である11月25日の前後に卵チャーハンを話題をすることは21世紀現在の中国においてもタブーとされ、実際に処分を受けた例も知られているほか、処分に至らないまでも強い非難を浴びた例も存在している。

## ギャラリー

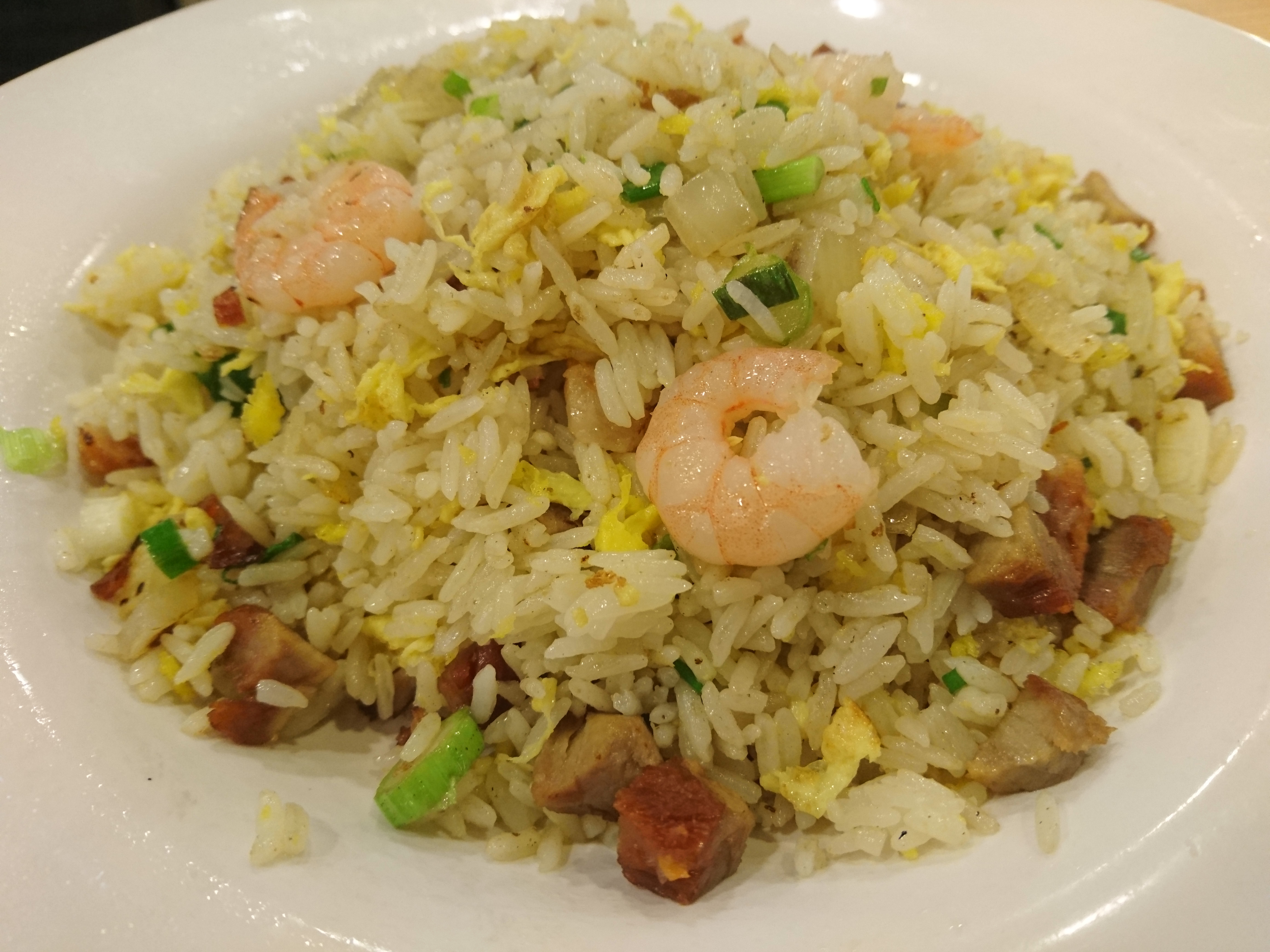
香港のチャーハン。インディカ米が使われている。
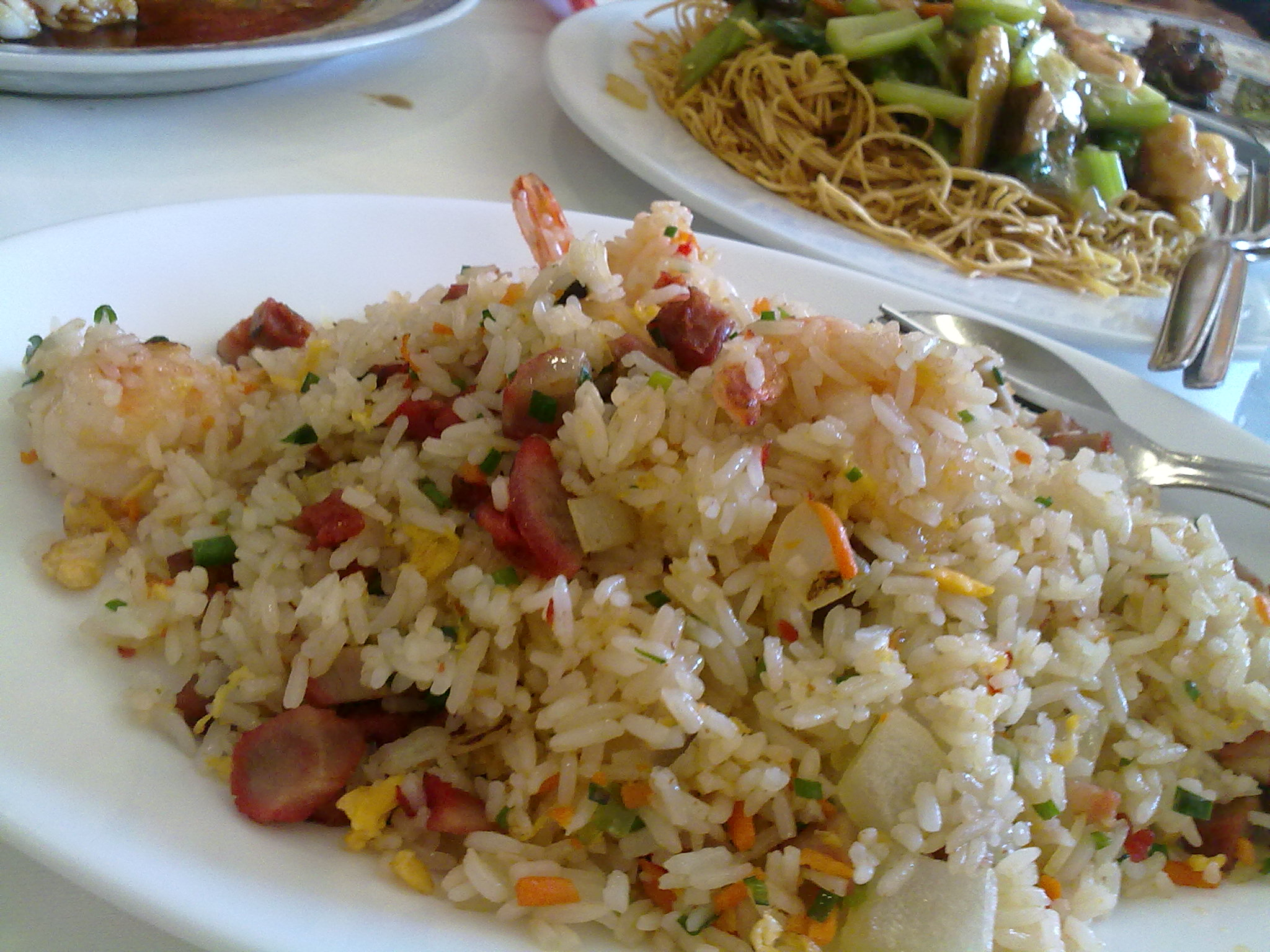
揚州炒飯
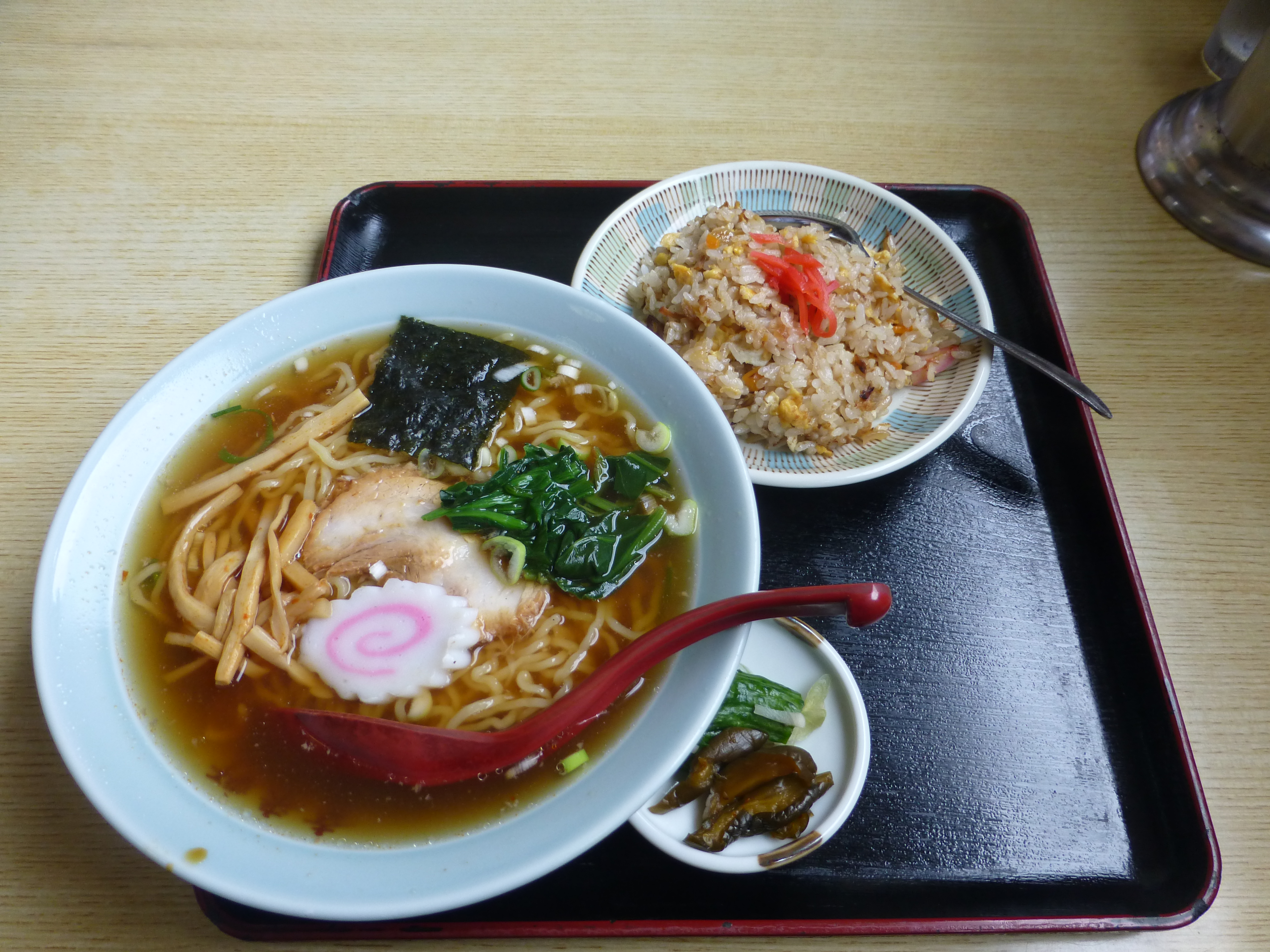
ラーメンと半チャーハンのセット
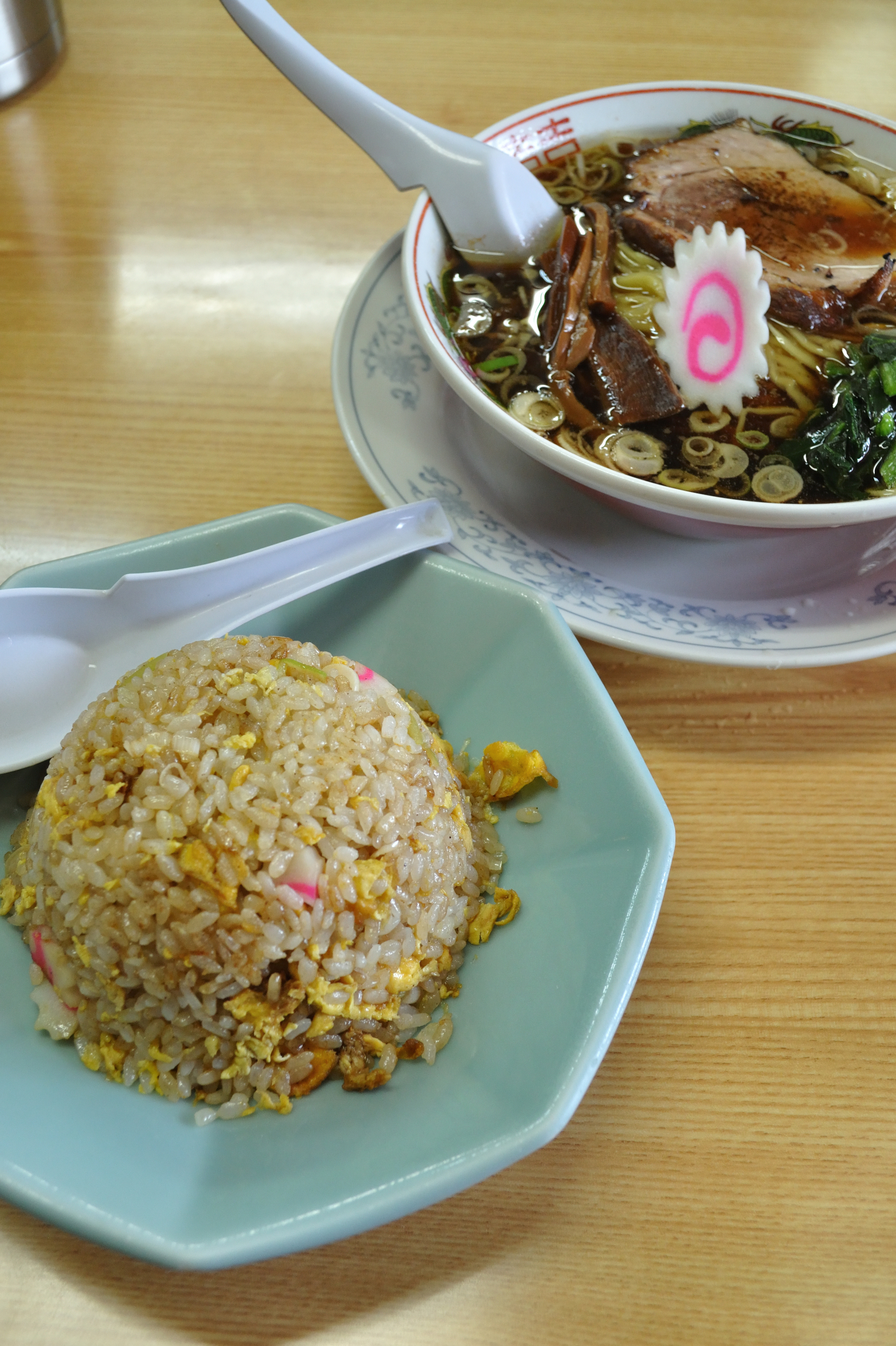
ラーメンと半チャーハンのセット
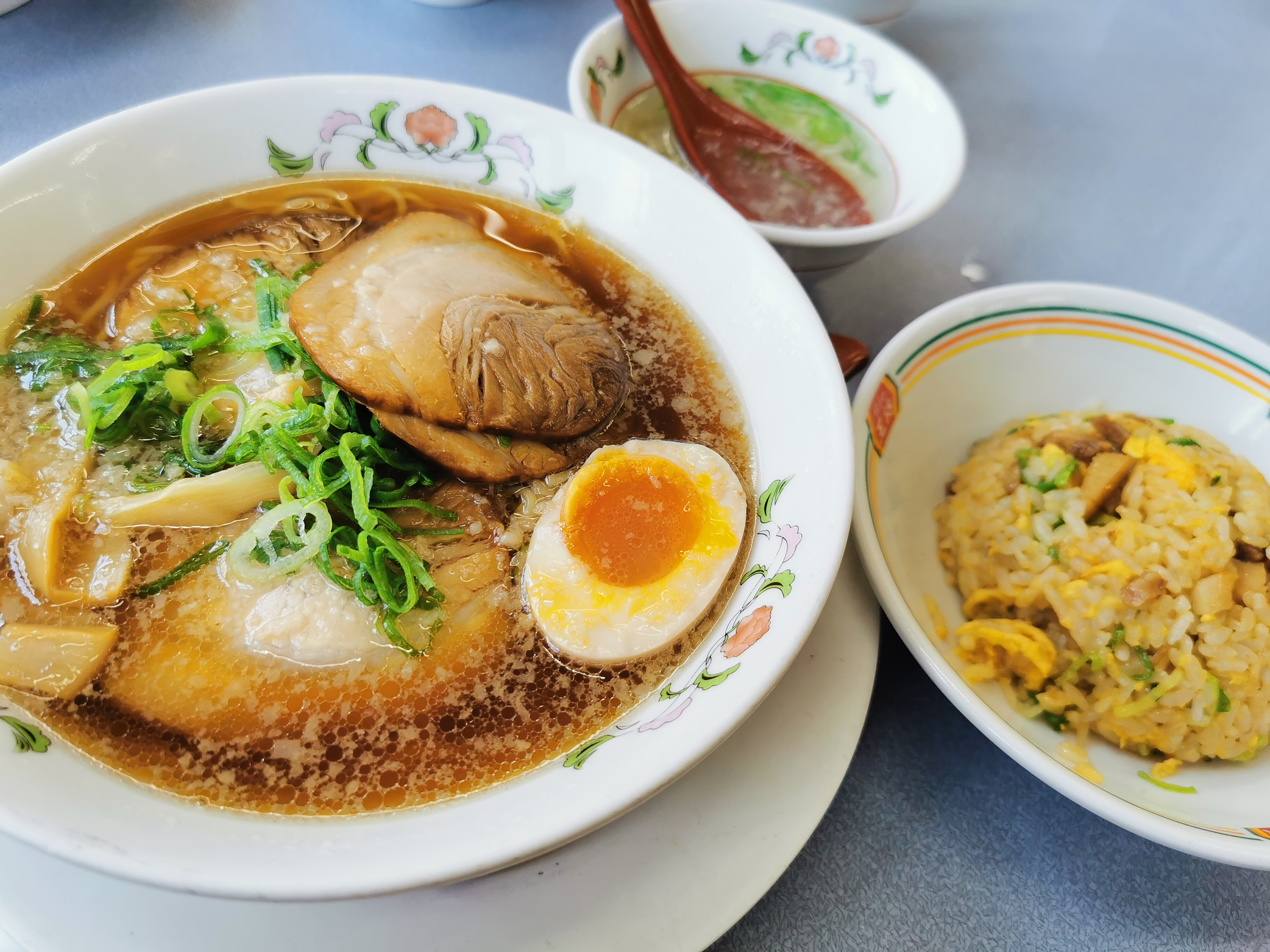
ラーメンと半チャーハンのセット
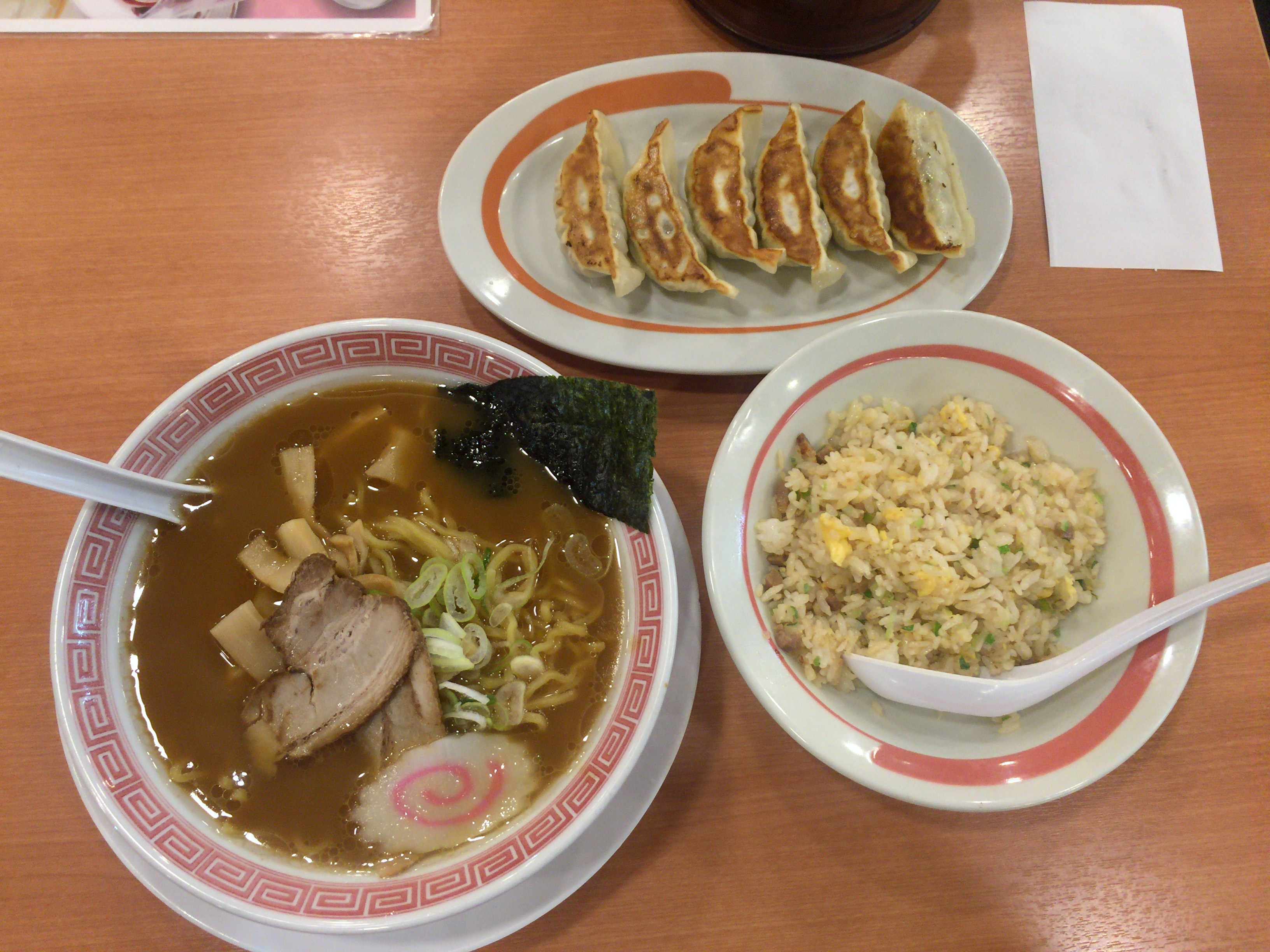
ラーメンと半チャーハンと餃子のセット
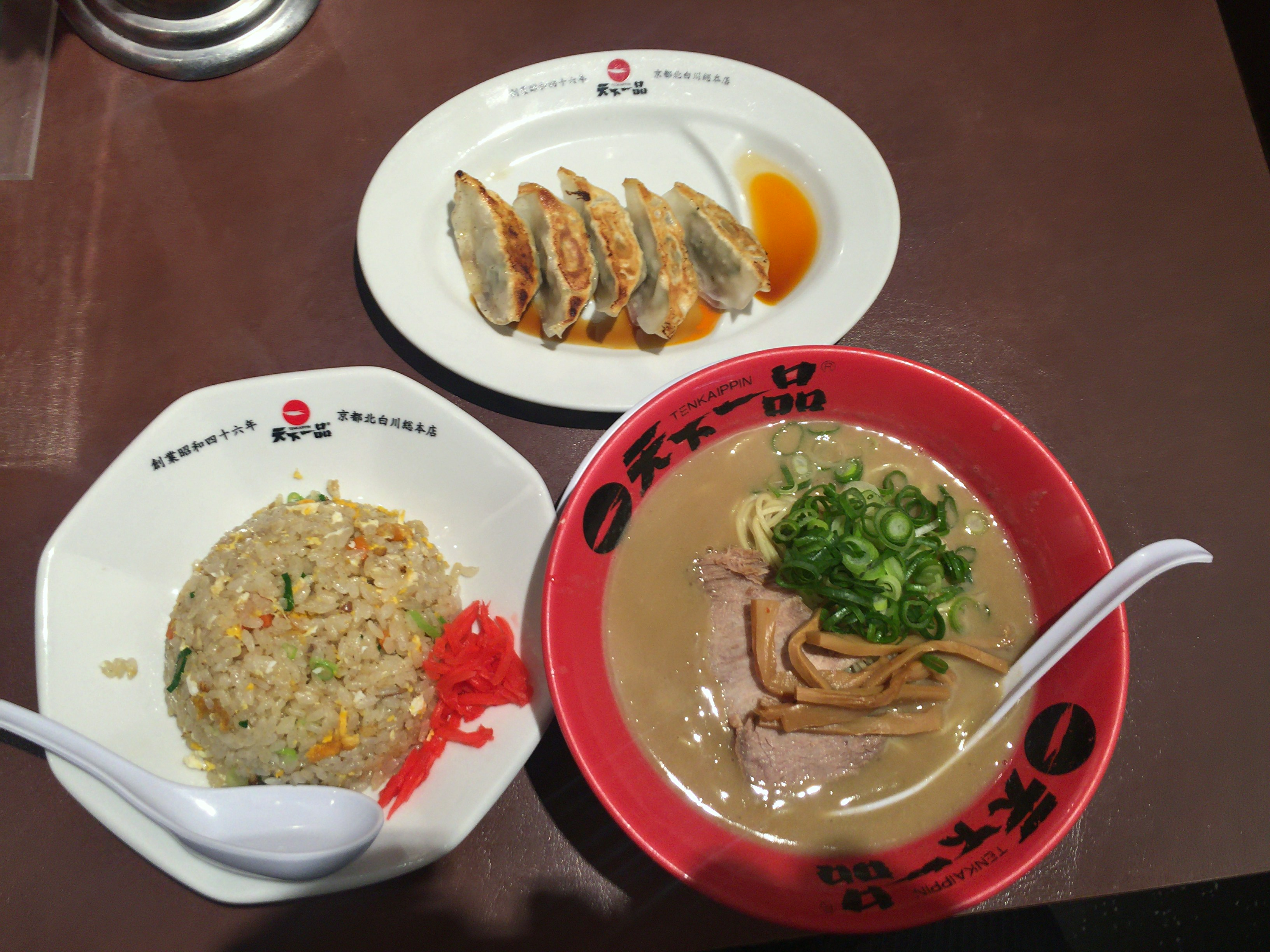
ラーメンと半チャーハンと餃子のセット
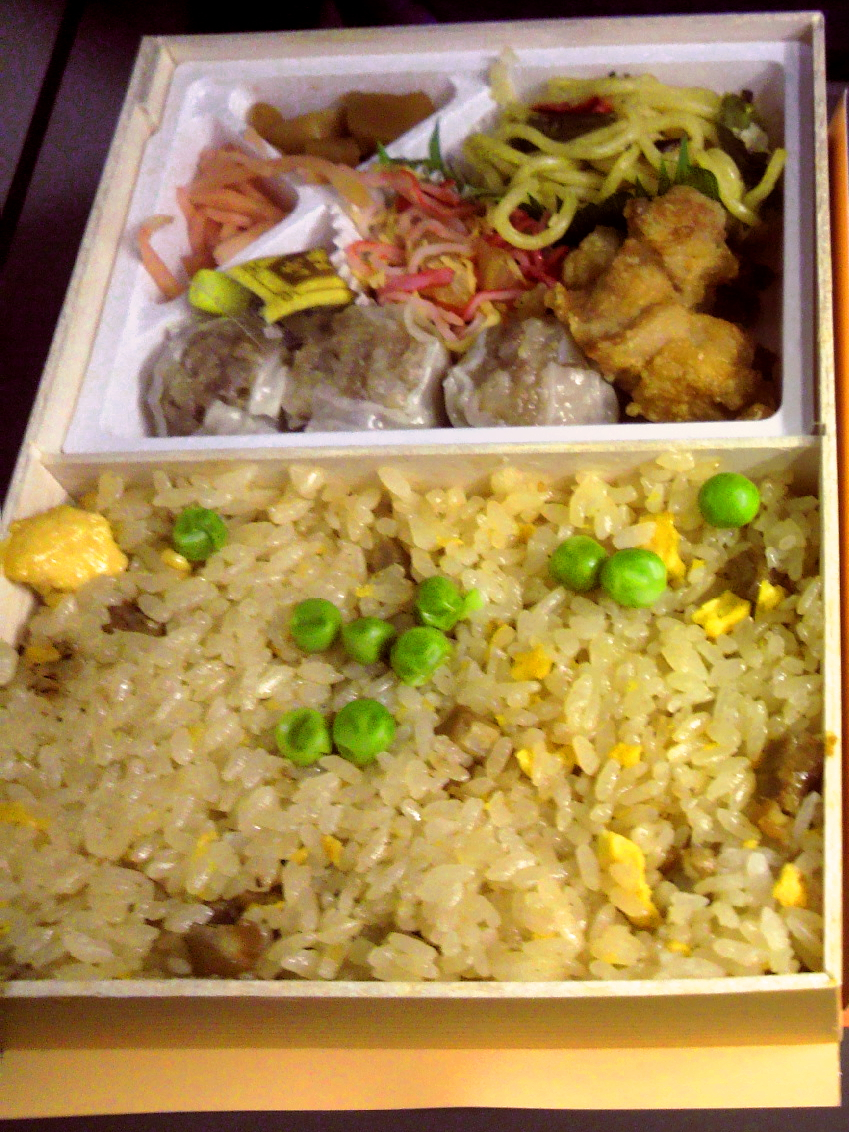
焼売炒飯弁当
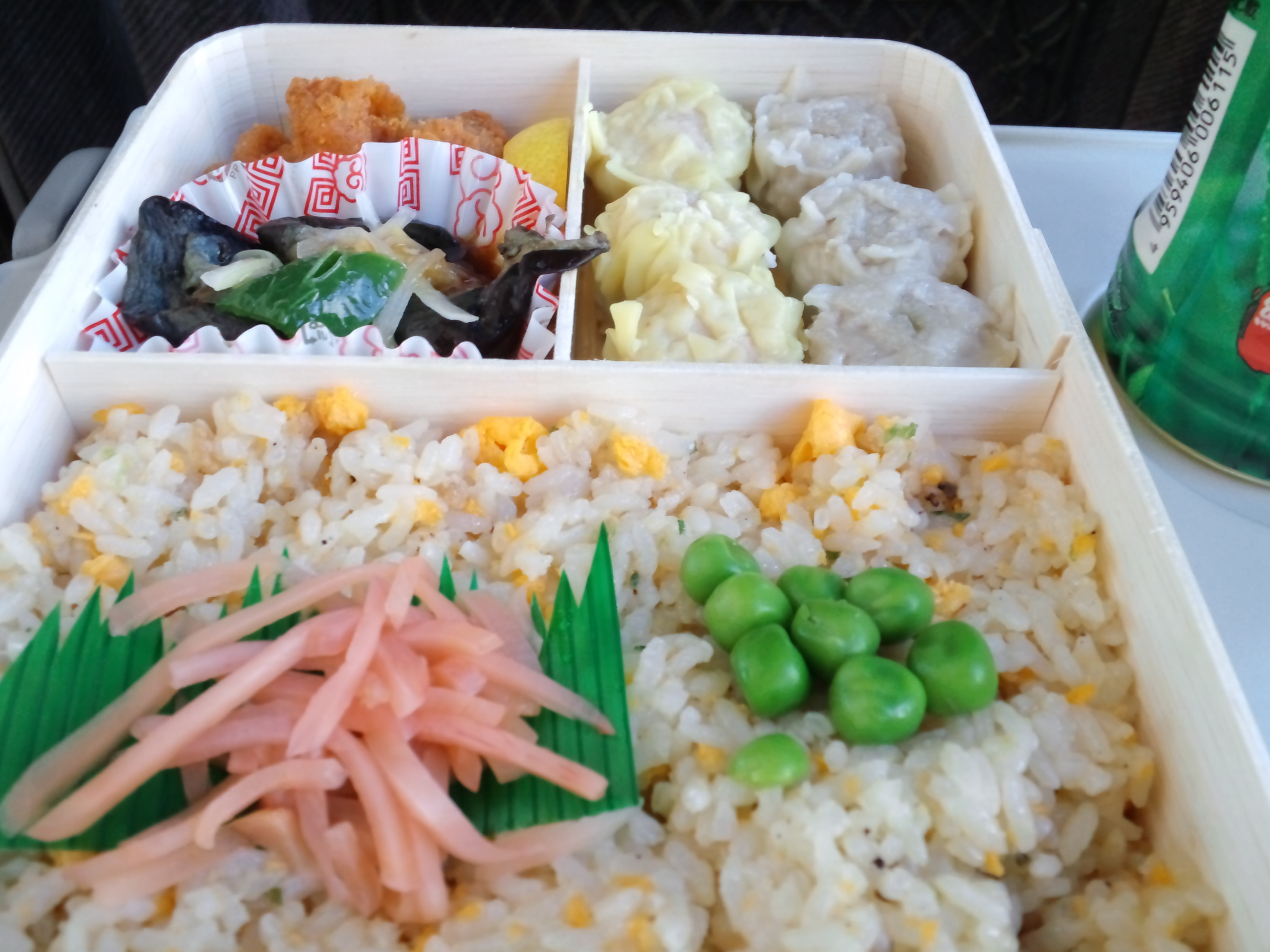
焼売炒飯弁当
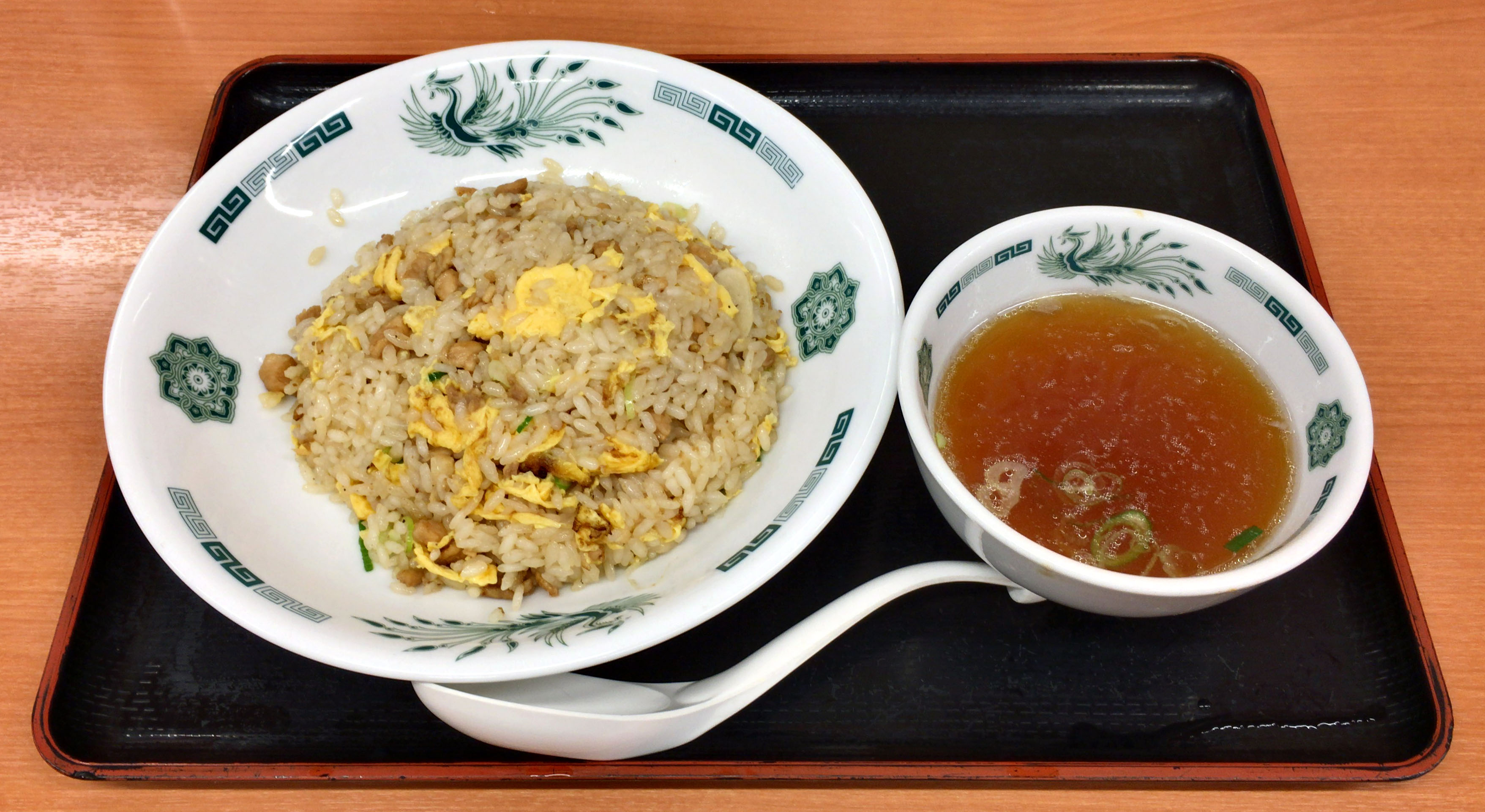
チャーハンと中華スープのセット
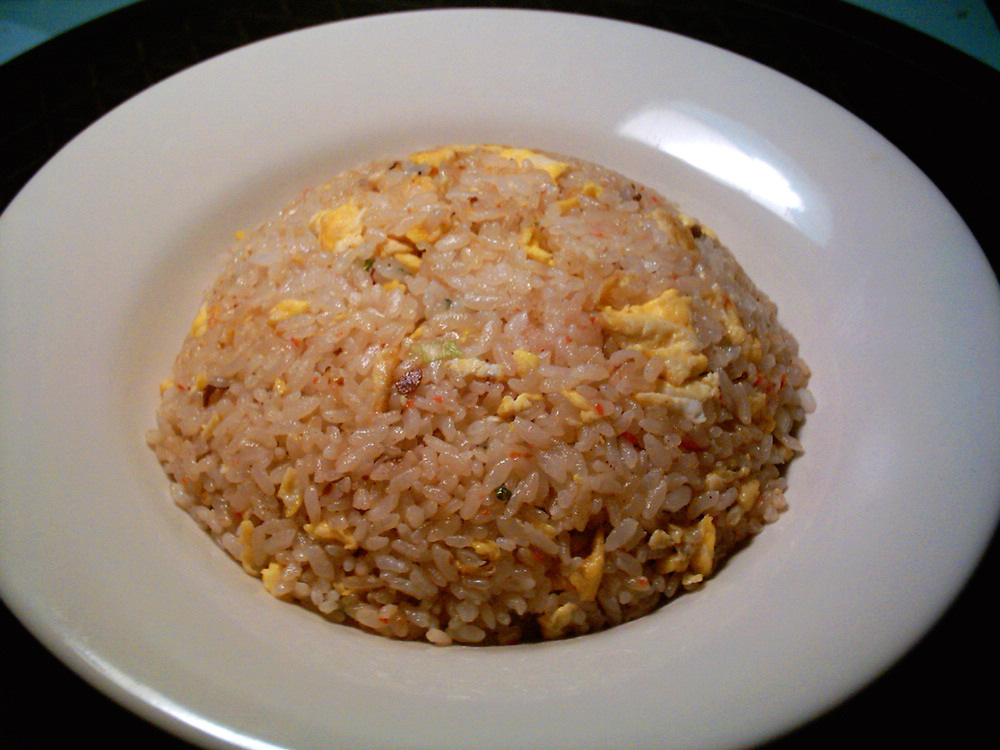
チャーハンの素（インスタント食品）を使って調理したものの例
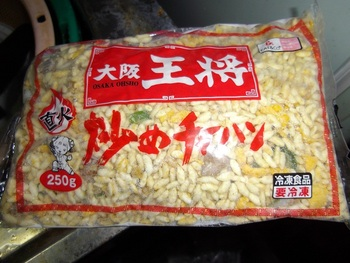
冷凍食品のチャーハン